# Over It
«Over It» — перший сингл першого альбому американської співачки Кетрін МакФі — «Katharine McPhee». В США вийшов 30 січня 2007. На «Billboard» Hot 100 пісня посіла 29 місце. У 2008 пісня отримала Золото (RIAA).
Сенс пісні взятий з реальних подій у житті Кетрін МакФі.

## Список пісень
| #  | Назва     | Тривалість |
| -- | --------- | ---------- |
| 1. | «Over It» | 3:35       |

## Музичне відео
Прем'єра проходила 23 лютого 2007 у «TRL».

## Чарти
| Чарт                   | Місце |
| ---------------------- | ----- |
| Canadian Hot 100       | 25    |
| U.S. Billboard Hot 100 | 29    |
| U.S. Billboard Pop 100 | 21    |
| Indonesian Music Chart | 1     |